# Бочаров Денис Олександрович
Дени́с Олекса́ндрович Бочаро́в (2 серпня 1977, м. Росток, Німеччина — 6 серпня 2014, с. Степанівка, Шахтарський район, Донецька область, Україна) — український військовослужбовець, гвардії майор (посмертно) Збройних сил України. Загинув під час російсько-української війни.

## Життєпис
Денис Бочаров народився в німецькому місті Росток, у родині військовослужбовців. 1998 року закінчив Одеський інститут сухопутних військ, з того часу мешкав у місті Новоград-Волинський, служив у 30-й гвардійській танковій дивізії. Звільнився з армійської служби на початку 2000-х.
З початком російської збройної агресії проти України, в березні 2014 року Денис Бочаров сам прийшов до військкомату, призваний на військову службу за частковою мобілізацією Новоград-Волинсько-Червоноармійським ОМВК Житомирської області. Йому пропонували посаду в штабі бригади, але він не погодився і прийняв командування ротою.
Капітан, командир 7-ї механізованої роти 3-го механізованого батальйону 30-ї окремої механізованої бригади, в/ч пп В2731, м. Новоград-Волинський.
Лейтенант Михайло Кірдан (командир взводу 7-ї роти): «Коли прийшов сюди, сказали, що командиром роти — мобілізований, то я думав, що мені не пощастило. Але коли познайомився з ним, то зрозумів, що це людина на рівні з кадровими офіцерами, або навіть вище за них. З першого дня я бачив у ньому взірець для мене і всього особового складу. Він був командиром, на якого хотілося рівнятися. Зразком для нас він і лишається і тепер. Він навчив мене всього того, що я зараз знаю і можу передати іншим людям».
До 3 серпня рота перебувала в Херсонській області, звідти вирушила на Донеччину, до села Степанівка Шахтарського району.
6 серпня 2014 року капітан Бочаров загинув під час пошуково-ударних дій в секторі «Д». Того дня командир роти отримав завдання вирушити на перехрестя між Побєдою і Степанівкою, «зачистити» територію від бойовиків, зайняти висоту і забезпечити на цій ділянці коридор для українських військових підрозділів, які виходили з оточення вздовж кордону. Бійці під командуванням капітана Бочарова виїхали на трьох БТРах, зупинилися за 600 м від перехрестя, раптом збоку виїхав БТР противника і відкрив по них вогонь з великокаліберного кулемета. Командир дістав кульове поранення в живіт, помер дорогою до шпиталю. Командування взяв на себе молодий лейтенант командир взводу Михайло Кірдан, перехрестя було взяте під контроль, на допомогу підійшов танк. За кілька годин почався обстріл з «Градів», але нікого не зачепило. А вже на світанку посунула піхота противника з БТРом. Атаку відбили, завдання виконали. Вихід основних сил з оточення відбувся 7 серпня.
10 серпня в Новограді-Волинському в Будинку офіцерів прощалися з Денисом Бочаровим. Похований у селі Сусли Новоград-Волинського району.
У полеглого залишилися дружина Тетяна і дві доньки 2000 та 2001 р.н.

## Нагороди
31 жовтня 2014 року за особисту мужність і героїзм, виявлені у захисті державного суверенітету та територіальної цілісності України, вірність військовій присязі під час російсько-української війни, відзначений — нагороджений орденом Богдана Хмельницького III ступеня (посмертно).